# Dermot Turing
Sir John Dermot Turing (?, 1961. február 26. –) brit ügyvéd és író.

## Családja
Alan Turing unokaöccse és a Turing báróság 12. bárója, John Ferrier Turing és Beryl Mary Ada Turing (született Hann) fia.

## Iskolái
Turing a Sherborne Schoolban és a cambridge-i King's College-ban tanult. Ezt követően az oxfordi New College posztgraduális hallgatójaként a gyümölcslégy genetikájából szerzett PhD fokozatot.

## Pályája
A doktori fokozat megszerzése után jogi pályára lépett, kezdetben a HM Treasury ügyvédjeként. Ezután a Clifford Chance nemzetközi ügyvédi irodánál dolgozott, ahol 2014-ig partner, majd tanácsadó volt, és a pénzügyi szektorra specializálódott, különösen a csődbe ment bankok, a szabályozás és a kockázatkezelés tekintetében.
2012-ben, nagybátyja, Alan Turing születésének századik évfordulóján Dermot Turing kurátor lett a Bletchley Parkban, ahol Alan Turing a második világháború alatt kriptológusként dolgozott. 2015-ben könyvet írt Alan Turingról Prof: Alan Turing Decoded címmel, 2017-ben pedig egy fejezetet írt a The Turing Guide című könyvhöz. Tagja a European Post-Trade Forumnak és kurátora a Turing Trustnak. Érdeklődési körébe tartozik még a kriptoanalízis és a haditengerészet története.
Dermot Turing nyilatkozott az Alan Turing életét feldolgozó, 2014-es The Imitation Game című film pontosságáról. 2018-ban kiadta az X, Y & Z: The Real Story of How Enigma Was Broken című könyvet.

## Díjak és kitüntetések
2020-ban a Lengyel Köztársasági Érdemrend Lovagkeresztjével tüntették ki, amiért kiemelte a lengyelek szerepét az Enigma-kód feltörésében. Az oxfordi Kellogg College vendégkutatója.

## Könyvei
- Enigma Traitors – The Struggle to Lose the Cipher War. The History Press(wd), Stroud(wd) 2023, ISBN 978-1-8039-9169-6
- X, Y & Z – The Real Story of how Enigma was Broken The History Press, Stroud 2018, ISBN 978-0-75098782-0
- The Story of Computing. Sirius Entertainment, 2018, ISBN 978-1788285377
- Alan Turing – The Life of a Genius The History Press, 2017, ISBN 978-1841657561
- Prof – Alan Turing Decoded. Pavilion Books, 2015, ISBN 978-1841656434
- Demystifying the Bombe. The History Press, 2014, ISBN 978-1841655666
- Clearing and Settlement in Europe. Bloomsbury Professional, 2012, ISBN 978-1780431109
- Managing Risk in Financial Firms – The Practicalities without the Maths. Tottel Publishing, 2009, ISBN 978-1847663030
- Insolvency of Regulated Financial Institutions mit Joanna Benjamin. Butterworths Law, 2004, ISBN 978-0406904959
- Risk Management Handbook – A Practical Guide for Financial Institutions and Their Advisors. LexisNexis, 1999, ISBN 978-0406929563

### Magyarul
- X, Y, Z – az Enigma feltörésének igaz története (X, Y & Z – The Real Story of how Enigma was Broken) – Typotex, Budapest, 2020 · ISBN 9789634931034 · fordította: Gyárfás Vera
- Az igazi Alan Turing (Alan Turing – The Life of a Genius) – Typotex, Budapest, 2022 · ISBN 9789634932017 · fordította: Gyárfás Vera

## Fordítás
- Ez a szócikk részben vagy egészben  a   Dermot Turing című angol Wikipédia-szócikk fordításán alapul.  Az eredeti cikk szerkesztőit annak laptörténete sorolja fel. Ez a jelzés csupán a megfogalmazás eredetét és a szerzői jogokat jelzi, nem szolgál a cikkben szereplő információk forrásmegjelöléseként.